# Hjalmar Weiland
Karl Hjalmar Theodor Weiland (i riksdagen kallad Weiland i Nässjö), född 22 juli 1887 i Höreda, död 18 december 1962 i Nässjö, var en svensk publicist och politiker (folkpartist).
Hjalmar Weiland, som var son till en arrendator, var i ungdomen predikant inom Svenska missionsförbundet innan han år 1915 blev redaktör för Nässjöposten. Han stannade kvar på detta uppdrag till 1928 och var därefter redaktör för Smålands Dagblad 1929–1938. När denna tidning år 1938 övertogs av Smålands-Tidningen blev Weiland verkställande direktör för Smålands-Tidningens tryckeri AB. Han hade även en rad kommunala uppdrag i Nässjö.
Han var riksdagsledamot 1948–1957 i första kammaren för Jönköpings läns valkrets. I riksdagen var han bland annat ledamot av allmänna beredningsutskottet 1952–1954 och av konstitutionsutskottet 1955–1957. Han var främst engagerad i skattefrågor och socialpolitik.